# Leslie Walter Allam Ahrendt
Leslie Walter Allam Ahrendt ( 1903 - 1969) fue un botánico inglés.
Se desarrolló profesionalmente en el Jardín Botánico de la Universidad de Oxford, y se especializó en el género Berberis, realizando muchas descripciones de sus especies.

## Algunas publicaciones

### Libros
- Ahrendt, lwa. 1961. Berberis and Mahonia: a taxonomic revision. J. of the Linnaean Society of Botany 57: 1-410

## Honores

### Eponimia
Berberidaceae Berberis ahrendtii R.R.Rao & Uniyal -- Indian J. Forest. 8(4): 334, nom. nov. 1986 (IK)
- La abreviatura «Ahrendt» se emplea para indicar a Leslie Walter Allam Ahrendt como autoridad en la descripción y clasificación científica de los vegetales.[1]